# ميترولاند (فلم)
ميترولاند  (بالإنجليزية: Metroland) هو فيلم كوميدي تم إنتاجه في المملكة المتحدة وصدر في سنة 1997. الفيلم من إخراج فيليب سافيل من بطولة كريستيان بيل وإميلي واتسون.

## الميزانية والإيرادات
حقق أرباحا تقدر بـ 299,463 دولار.

## وصلات خارجية
- مقالات تستعمل روابط فنية بلا صلة مع ويكي بيانات